# Julian Deda
Julian Deda (ur. 15 września 1981 w Szkodrze) – albański aktor, znany m.in. z filmów Żyj! i Albańczyk.

## Filmografia

### Filmy
| Rok  | Tytuł          | Rola                       |
| ---- | -------------- | -------------------------- |
| 2008 | Supersport     | chłopak biegający na plaży |
| 2009 | Żyj!           | drugi brat Fatimy          |
| 2010 | Albańczyk      | Florenç                    |
| 2020 | I love Tropoja |                            |

### Seriale
| Rok  | Tytuł      |
| ---- | ---------- |
| 2004 | Portokalli |